# Élections sénatoriales françaises de 2020
Les élections sénatoriales françaises de 2020 ont lieu au scrutin indirect le 27 septembre 2020 afin de renouveler la moitié des membres du Sénat, la chambre haute du Parlement français.
Ce renouvellement aboutit à un renforcement de la majorité de la droite et du centre (Gérard Larcher est réélu aisément à la présidence du Sénat). Les partis composant la majorité à l’Assemblée nationale échouent quant à eux à s'imposer, tandis qu'un groupe écologiste réapparaît.

## Contexte

Composition du Sénat après les élections de 2017.

Ces élections étaient censées intervenir six mois après les deux tours des élections municipales — dont sont issues la quasi-totalité des grands électeurs —, mais la tenue de celles-ci est perturbée par la crise sanitaire mondiale liée à la propagation de la Covid-19. De ce fait, si le premier tour de ce scrutin local se tient comme prévu le 15 mars, le second tour est reporté. Il est ainsi un temps envisagé que les élections sénatoriales se tiennent en septembre 2021, afin d’éviter tout décalage entre les scrutins municipaux et sénatoriaux. Mais le second tour des élections municipales a finalement lieu le 28 juin et un décret, pris le lendemain, convoque les sénatoriales pour le 27 septembre suivant. Cependant, en raison du report des élections consulaires du fait de la crise sanitaire, l’élection des sénateurs représentant les Français établis hors de France est repoussée d'un an.
Au moment des projets de réforme constitutionnelle voulue par Emmanuel Macron, il était envisagé que ces élections se déroulent en 2021 et renouvellent la totalité des sièges. Les élections sont finalement annoncées pour le 27 septembre 2020, et l'élection des délégués le 10 juillet.

## Système électoral

Logo des élections.

Le Sénat français est composé de 348 sièges pourvus pour six ans mais renouvelés par moitié tous les trois ans. Les élections de 2020 visent ainsi à élire 172 sénateurs, correspondant aux 178 de la nouvelle série 2 moins les six sièges des sénateurs représentant les Français établis hors de France, dont l'élection est repoussée d'un an.
Le système électoral utilisé dépend du nombre de sièges à pourvoir. Dans les circonscriptions désignant un ou deux sénateurs, ceux ci sont élus au scrutin uninominal majoritaire obligatoire à deux tours. Pour les circonscriptions désignant trois sénateurs ou plus, il est fait recours au scrutin proportionnel plurinominal.

### Collège électoral
La composition du collège électoral (grands électeurs) des sénateurs est la suivante :
- des députés et des sénateurs ;
- des conseillers régionaux élus dans le département ;
- des conseillers départementaux ;
- des délégués des conseils municipaux (qui représentent environ 95 % des grands électeurs).

## Résultats

### Résultats par nuance
| Nuances                  | Nuances                              | Nuances                  | Scrutin proportionnel | Scrutin proportionnel | Scrutin proportionnel | Scrutin majoritaire | Scrutin majoritaire | Scrutin majoritaire | Scrutin majoritaire | Scrutin majoritaire | Scrutin majoritaire | Scrutin majoritaire | Total sièges |  |
| Nuances                  | Nuances                              | Nuances                  | Scrutin proportionnel | Scrutin proportionnel | Scrutin proportionnel | Premier tour        | Premier tour        | Premier tour        | Second tour         | Second tour         | Second tour         | Total               | Total sièges |  |
| Nuances                  | Nuances                              | Nuances                  | Voix                  | %                     | Sièges                | Voix                | %                   | Sièges              | Voix                | %                   | Sièges              | Total               | Total sièges |  |
| ------------------------ | ------------------------------------ | ------------------------ | --------------------- | --------------------- | --------------------- | ------------------- | ------------------- | ------------------- | ------------------- | ------------------- | ------------------- | ------------------- | ------------ |  |
|                          | Divers droite                        | DVD                      | 12 042                | 19,73                 | 27                    | 8 692               | 19,53               | 9                   | 3 214               | 17,14               | 6                   | 15                  | 42           |  |
|                          | Union de la droite                   | UD                       | 7 872                 | 12,90                 | 20                    |                     |                     |                     |                     |                     |                     |                     | 20           |  |
|                          | Les Républicains                     | LR                       | 7 836                 | 12,84                 | 19                    | 10 405              | 23,38               | 11                  | 4 700               | 25,07               | 7                   | 18                  | 37           |  |
|                          | Union de la gauche                   | UG                       | 7 341                 | 12,03                 | 15                    |                     |                     |                     |                     |                     |                     |                     | 15           |  |
|                          | Divers gauche                        | DVG                      | 6 166                 | 10,10                 | 8                     | 3 940               | 8,85                | 2                   | 1 919               | 10,24               | 2                   | 4                   | 12           |  |
|                          | Divers centre                        | DVC                      | 5 584                 | 9,15                  | 9                     | 5 258               | 11,82               | 4                   | 2 073               | 11,06               | 3                   | 7                   | 16           |  |
|                          | Parti socialiste                     | SOC                      | 3 316                 | 5,43                  | 6                     | 6 652               | 14,95               | 7                   | 2 131               | 11,37               | 3                   | 10                  | 16           |  |
|                          | Rassemblement national               | RN                       | 2 547                 | 4,17                  | 1                     | 733                 | 1,65                | 0                   | 351                 | 1,87                | 0                   | 0                   | 1            |  |
|                          | Union du centre                      | UC                       | 2 478                 | 4,06                  | 4                     |                     |                     |                     |                     |                     |                     |                     | 4            |  |
|                          | Europe Écologie Les Verts            | VEC                      | 2 333                 | 3,82                  | 1                     | 1 706               | 3,83                | 0                   | 581                 | 3,10                | 0                   | 0                   | 1            |  |
|                          | Parti communiste français            | COM                      | 910                   | 1,49                  | 1                     | 1 976               | 4,44                | 0                   | 668                 | 3,56                | 1                   | 1                   | 2            |  |
|                          | Parti radical de gauche              | RDG                      |                       |                       |                       | 631                 | 1,42                | 0                   | 839                 | 4,48                | 0                   | 0                   | 0            |  |
|                          | Mouvement démocrate                  | MDM                      |                       |                       |                       | 469                 | 1,05                | 0                   | 602                 | 3,21                | 0                   | 0                   | 0            |  |
|                          | Divers                               | DIV                      | 1 043                 | 1,71                  | 1                     | 268                 | 0,60                | 0                   | 140                 | 0,75                | 0                   | 0                   | 1            |  |
|                          | Union des démocrates et indépendants | UDI                      | 576                   | 0,94                  | 1                     | 1 460               | 3,28                | 1                   | 612                 | 3,26                | 1                   | 2                   | 3            |  |
|                          | La République en marche              | REM                      | 417                   | 0,68                  | 0                     | 1 693               | 3,80                | 0                   | 590                 | 3,15                | 1                   | 1                   | 1            |  |
|                          | La France insoumise                  | FI                       | 310                   | 0,51                  | 0                     | 40                  | 0,09                | 0                   |                     |                     |                     | 0                   | 0            |  |
|                          | Écologiste                           | ECO                      |                       |                       |                       | 85                  | 0,19                | 0                   |                     |                     |                     | 0                   | 0            |  |
|                          | Régionaliste                         | REG                      | 97                    | 0,16                  | 0                     | 491                 | 1,10                | 0                   | 328                 | 1,75                | 1                   | 1                   | 1            |  |
|                          | Debout la France                     | DLF                      | 92                    | 0,15                  | 0                     |                     |                     |                     |                     |                     |                     |                     | 0            |  |
|                          | Extrême droite                       | EXD                      | 64                    | 0,10                  | 0                     |                     |                     |                     |                     |                     |                     |                     | 0            |  |
|                          |                                      |                          |                       |                       |                       |                     |                     |                     |                     |                     |                     |                     |              |  |
| Suffrages exprimés       | Suffrages exprimés                   | Suffrages exprimés       | 61 024                | 98,15                 |                       | 25 788              | 97,62               |                     | 15 135              | 95,95               |                     |                     |              |  |
| Votes blancs             | Votes blancs                         | Votes blancs             | 563                   | 0,91                  | 253                   | 0,96                | 306                 | 1,94                |                     |                     |                     |                     |              |  |
| Votes nuls               | Votes nuls                           | Votes nuls               | 587                   | 0,94                  | 375                   | 1,42                | 333                 | 2,11                |                     |                     |                     |                     |              |  |
| Total                    | Total                                | Total                    | 62 174                | 100                   | 113                   | 26 416              | 100                 | 34                  | 15 774              | 100                 | 25                  | 59                  | 172          |  |
| Abstention               | Abstention                           | Abstention               | 749                   | 1,19                  |                       | 376                 | 1,40                |                     | 219                 | 1,37                |                     |                     |              |  |
| Inscrits / participation | Inscrits / participation             | Inscrits / participation | 62 923                | 98,81                 | 26 792                | 98,60               | 15 993              | 98,63               |                     |                     |                     |                     |              |  |

### Sièges par groupe
|                        |                                                                    |             |        |        |             |               |
| Groupes parlementaires | Groupes parlementaires                                             | Sièges      | Sièges | Sièges | Sièges      | Sièges        |
| Groupes parlementaires | Groupes parlementaires                                             | Total avant | En jeu | Élus   | Total après | +/-           |
|                        | Les Républicains (REP)                                             | 144         | 76     | 80     | 148         | 4             |
|                        | Socialiste, écologiste et républicain (SER)                        | 71          | 35     | 30     | 65          | 6             |
|                        | Union centriste (UC)                                               | 51          | 24     | 26     | 54          | 3             |
|                        | Rassemblement des démocrates, progressistes et indépendants (RDPI) | 23          | 10     | 11     | 23          | en stagnation |
|                        | Rassemblement démocratique et social européen (RDSE)               | 24          | 14     | 7      | 15          | 9             |
|                        | Communiste, républicain, citoyen et écologiste (CRCE)              | 16          | 3      | 4      | 15          | 1             |
|                        | Les Indépendants – République et territoires (LIRT)                | 13          | 6      | 6      | 13          | en stagnation |
|                        | Écologiste, solidarités et territoires (EST)                       | 0           | 0      | 7      | 12          | 12            |
|                        | Non-inscrits (RASNAG)                                              | 6           | 4      | 1      | 3           | 3             |
|                        |                                                                    |             |        |        |             |               |
| Total                  | Total                                                              | 348         | 172    | 172    | 348         | en stagnation |

### Présidences de groupes
| Groupes parlementaires | Groupes parlementaires                                             | Présidents de groupe     | Présidents de groupe        |
| Groupes parlementaires | Groupes parlementaires                                             | Sortants                 | Élus                        |
| ---------------------- | ------------------------------------------------------------------ | ------------------------ | --------------------------- |
|                        | Les Républicains (REP)                                             | Bruno Retailleau         | Bruno Retailleau            |
|                        | Socialiste, écologiste et républicain (SER)                        | Patrick Kanner           | Patrick Kanner              |
|                        | Union centriste (UC)                                               | Hervé Marseille          | Hervé Marseille             |
|                        | Rassemblement des démocrates, progressistes et indépendants (RDPI) | François Patriat         | François Patriat            |
|                        | Rassemblement démocratique et social européen (RDSE)               | Jean-Claude Requier      | Jean-Claude Requier         |
|                        | Communiste, républicain, citoyen et écologiste (CRCE)              | Éliane Assassi           | Éliane Assassi              |
|                        | Les Indépendants – République et territoires (LIRT)                | Claude Malhuret          | Claude Malhuret             |
|                        | Écologiste, solidarités et territoires (GEST)                      | Nouveau                  | Guillaume Gontard           |
|                        | Non-inscrits (RASNAG)                                              | Délégué : Philippe Adnot | Délégué : Jean-Louis Masson |
|                        |                                                                    |                          |                             |
| Président du Sénat     | Président du Sénat                                                 | Gérard Larcher (LR)      | Gérard Larcher (LR)         |

### Résultats par département
Les noms des sénateurs ne se représentant pas figurent en italique.
| N°  | Département                | Sénateur sortant             | Groupe | Groupe  | Candidat élu ou réélu     | Groupe | Groupe |
| --- | -------------------------- | ---------------------------- | ------ | ------- | ------------------------- | ------ | ------ |
| 01  | Ain                        | Sylvie Goy-Chavent           |        | RASNAG  | Sylvie Goy-Chavent        |        | REP    |
| 01  | Ain                        | Patrick Chaize               |        | REP     | Patrick Chaize            |        | REP    |
| 01  | Ain                        | Rachel Mazuir                |        | SOCR    | Florence Blatrix-Contat   |        | SER    |
| 02  | Aisne                      | Pascale Gruny                |        | REP     | Pascale Gruny             |        | REP    |
| 02  | Aisne                      | Antoine Lefèvre              |        | REP     | Antoine Lefèvre           |        | REP    |
| 02  | Aisne                      | Yves Daudigny                |        | SOCR    | Pierre-Jean Verzelen      |        | LIRT   |
| 03  | Allier                     | Gérard Dériot                |        | REP-R.  | Bruno Rojouan             |        | REP    |
| 03  | Allier                     | Claude Malhuret              |        | LIRT    | Claude Malhuret           |        | LIRT   |
| 04  | Alpes-de-Haute-Provence    | Jean-Yves Roux               |        | RDSE    | Jean-Yves Roux            |        | RDSE   |
| 05  | Hautes-Alpes               | Patricia Morhet-Richaud      |        | REP     | Jean-Michel Arnaud        |        | UC     |
| 06  | Alpes-Maritimes            | Jean-Pierre Leleux           |        | REP     | Philippe Tabarot          |        | REP    |
| 06  | Alpes-Maritimes            | Danielle Tubiana             |        | REP     | Alexandra Borchio-Fontimp |        | REP    |
| 06  | Alpes-Maritimes            | Henri Leroy                  |        | REP     | Henri Leroy               |        | REP    |
| 06  | Alpes-Maritimes            | Dominique Estrosi Sassone    |        | REP     | Dominique Estrosi Sassone |        | REP    |
| 06  | Alpes-Maritimes            | Marc Daunis                  |        | SOCR    | Patricia Demas            |        | REP    |
| 07  | Ardèche                    | Catherine André              |        | REP     | Anne Ventalon             |        | REP    |
| 07  | Ardèche                    | Mathieu Darnaud              |        | REP     | Mathieu Darnaud           |        | REP    |
| 08  | Ardennes                   | Benoît Huré                  |        | REP     | Else Joseph               |        | REP    |
| 08  | Ardennes                   | Marc Laménie                 |        | REP     | Marc Laménie              |        | REP    |
| 09  | Ariège                     | Alain Duran                  |        | SOCR    | Jean-Jacques Michau       |        | SER    |
| 10  | Aube                       | Philippe Adnot               |        | RASNAG  | Vanina Paoli-Gagin        |        | LIRT   |
| 10  | Aube                       | Évelyne Perrot               |        | UC-R.   | Évelyne Perrot            |        | UC     |
| 11  | Aude                       | Roland Courteau              |        | SOCR    | Sébastien Pla             |        | SER    |
| 11  | Aude                       | Gisèle Jourda                |        | SOCR    | Gisèle Jourda             |        | SER    |
| 12  | Aveyron                    | Alain Marc                   |        | LIRT    | Alain Marc                |        | LIRT   |
| 12  | Aveyron                    | Jean-Claude Luche            |        | UC      | Jean-Claude Anglars       |        | REP    |
| 13  | Bouches-du-Rhône           | Anne-Marie Bertrand          |        | REP     | Valérie Boyer             |        | REP    |
| 13  | Bouches-du-Rhône           | Patrick Boré                 |        | REP     | Patrick Boré              |        | REP    |
| 13  | Bouches-du-Rhône           | Danièle Garcia               |        | RDSE    | Guy Benarroche            |        | GEST   |
| 13  | Bouches-du-Rhône           | Bruno Gilles                 |        | REP     | Stéphane Le Rudulier      |        | REP    |
| 13  | Bouches-du-Rhône           | Jean-Noël Guérini            |        | RDSE    | Jean-Noël Guérini         |        | RDSE   |
| 13  | Bouches-du-Rhône           | Michèle Einaudi              |        | SOCR    | Marie-Arlette Carlotti    |        | SER    |
| 13  | Bouches-du-Rhône           | Mireille Jouve               |        | RDSE    | Jérémy Bacchi             |        | CRCE   |
| 13  | Bouches-du-Rhône           | Stéphane Ravier              |        | RASNAG  | Stéphane Ravier           |        | RASNAG |
| 14  | Calvados                   | Pascal Allizard              |        | REP     | Pascal Allizard           |        | REP    |
| 14  | Calvados                   | Corinne Féret                |        | SOCR    | Corinne Féret             |        | SER    |
| 14  | Calvados                   | Sonia de La Provôté          |        | UC      | Sonia de La Provôté       |        | UC     |
| 15  | Cantal                     | Bernard Delcros              |        | UC      | Bernard Delcros           |        | UC     |
| 15  | Cantal                     | Josiane Costes               |        | RDSE    | Stéphane Sautarel         |        | REP    |
| 16  | Charente                   | Michel Boutant               |        | SOCR    | François Bonneau          |        | UC-A.  |
| 16  | Charente                   | Nicole Bonnefoy              |        | SOCR    | Nicole Bonnefoy           |        | SER    |
| 17  | Charente-Maritime          | Corinne Imbert               |        | REP-R.  | Corinne Imbert            |        | REP-R. |
| 17  | Charente-Maritime          | Daniel Laurent               |        | REP     | Daniel Laurent            |        | REP    |
| 17  | Charente-Maritime          | Bernard Lalande              |        | SOCR    | Mickaël Vallet            |        | SER    |
| 18  | Cher                       | Rémy Pointereau              |        | REP     | Rémy Pointereau           |        | REP    |
| 18  | Cher                       | Marie-Pierre Richer          |        | REP-R.  | Marie-Pierre Richer       |        | REP-R. |
| 19  | Corrèze                    | Claude Nougein               |        | REP     | Claude Nougein            |        | REP    |
| 19  | Corrèze                    | Daniel Chasseing             |        | LIRT    | Daniel Chasseing          |        | LIRT   |
| 2B  | Haute-Corse                | Joseph Castelli              |        | RDSE    | Paul-Toussaint Parigi     |        | GEST   |
| 2A  | Corse-du-Sud               | Jean-Jacques Panunzi         |        | REP     | Jean-Jacques Panunzi      |        | REP    |
| 21  | Côte-d'Or                  | Anne-Catherine Loisier       |        | UC-R.   | Anne-Catherine Loisier    |        | UC-R.  |
| 21  | Côte-d'Or                  | François Patriat             |        | LREM    | François Patriat          |        | RDPI   |
| 21  | Côte-d'Or                  | Alain Houpert                |        | REP     | Alain Houpert             |        | REP    |
| 22  | Côtes-d'Armor              | Yannick Botrel               |        | SOCR    | Annie Le Houérou          |        | SER    |
| 22  | Côtes-d'Armor              | Michel Vaspart               |        | REP     | Alain Cadec               |        | REP    |
| 22  | Côtes-d'Armor              | Christine Prunaud            |        | CRCE    | Gérard Lahellec           |        | CRCE   |
| 23  | Creuse                     | Éric Jeansannetas            |        | RDSE    | Éric Jeansannetas         |        | SER    |
| 23  | Creuse                     | Jean-Jacques Lozach          |        | SOCR    | Jean-Jacques Lozach       |        | SER    |
| 24  | Dordogne                   | Bernard Cazeau               |        | LREM    | Marie-Claude Varaillas    |        | CRCE   |
| 24  | Dordogne                   | Claude Bérit-Débat           |        | SOCR    | Serge Mérillou            |        | SER    |
| 25  | Doubs                      | Jean-François Longeot        |        | UC      | Jean-François Longeot     |        | UC     |
| 25  | Doubs                      | Jacques Grosperrin           |        | REP     | Jacques Grosperrin        |        | REP    |
| 25  | Doubs                      | Marie-Noëlle Schoeller       |        | SOCR    | Annick Jacquemet          |        | UC     |
| 26  | Drôme                      | Gilbert Bouchet              |        | REP     | Gilbert Bouchet           |        | REP    |
| 26  | Drôme                      | Bernard Buis                 |        | LREM    | Bernard Buis              |        | RDPI   |
| 26  | Drôme                      | Marie-Pierre Monier          |        | SOCR    | Marie-Pierre Monier       |        | SER    |
| 27  | Eure                       | Nicole Duranton              |        | REP     | Sébastien Lecornu         |        | RDPI   |
| 27  | Eure                       | Ladislas Poniatowski         |        | REP     | Kristina Pluchet          |        | REP    |
| 27  | Eure                       | Hervé Maurey                 |        | UC      | Hervé Maurey              |        | UC     |
| 28  | Eure-et-Loir               | Chantal Deseyne              |        | REP     | Chantal Deseyne           |        | REP    |
| 28  | Eure-et-Loir               | Françoise Ramond             |        | REP-A.  | Daniel Guéret             |        | REP    |
| 28  | Eure-et-Loir               | Albéric de Montgolfier       |        | REP     | Albéric de Montgolfier    |        | REP    |
| 29  | Finistère                  | Maryvonne Blondin            |        | SOCR    | Nadège Havet              |        | RDPI   |
| 29  | Finistère                  | Michel Canévet               |        | UC      | Michel Canévet            |        | UC     |
| 29  | Finistère                  | Jean-Luc Fichet              |        | SOCR    | Jean-Luc Fichet           |        | SER    |
| 29  | Finistère                  | Philippe Paul                |        | REP     | Philippe Paul             |        | REP    |
| 30  | Gard                       | Stéphane Cardenes            |        | UC-A.   | Laurent Burgoa            |        | REP    |
| 30  | Gard                       | Vivette Lopez                |        | REP     | Vivette Lopez             |        | REP    |
| 30  | Gard                       | Simon Sutour                 |        | SOCR    | Denis Bouad               |        | SER    |
| 31  | Haute-Garonne              | Brigitte Micouleau           |        | REP     | Brigitte Micouleau        |        | REP    |
| 31  | Haute-Garonne              | Alain Chatillon              |        | REP-R.  | Alain Chatillon           |        | REP-R. |
| 31  | Haute-Garonne              | Françoise Laborde            |        | RDSE    | Émilienne Poumirol        |        | SER    |
| 31  | Haute-Garonne              | Claude Raynal                |        | SOCR    | Claude Raynal             |        | SER    |
| 31  | Haute-Garonne              | Pierre Médevielle            |        | UC      | Pierre Médevielle         |        | LIRT   |
| 32  | Gers                       | Raymond Vall                 |        | RDSE    | Alain Duffourg            |        | UC-A.  |
| 32  | Gers                       | Franck Montaugé              |        | SOCR    | Franck Montaugé           |        | SER    |
| 33  | Gironde                    | Laurence Harribey            |        | SOCR    | Laurence Harribey         |        | SER    |
| 33  | Gironde                    | Hervé Gillé                  |        | SOCR    | Hervé Gillé               |        | SER    |
| 33  | Gironde                    | Françoise Cartron            |        | LREM    | Monique de Marco          |        | GEST   |
| 33  | Gironde                    | Florence Lassarade           |        | REP     | Florence Lassarade        |        | REP    |
| 33  | Gironde                    | Nathalie Delattre            |        | RDSE    | Nathalie Delattre         |        | RDSE   |
| 33  | Gironde                    | Alain Cazabonne              |        | UC      | Alain Cazabonne           |        | UC     |
| 34  | Hérault                    | Jean-Pierre Grand            |        | REP     | Jean-Pierre Grand         |        | REP    |
| 34  | Hérault                    | Marie-Thérèse Bruguière      |        | REP-A.  | Hussein Bourgi            |        | SER    |
| 34  | Hérault                    | Agnès Constant               |        | LREM-A. | Christian Bilhac          |        | RDSE   |
| 34  | Hérault                    | Henri Cabanel                |        | RDSE    | Henri Cabanel             |        | RDSE   |
| 35  | Ille-et-Vilaine            | Jean-Louis Tourenne          |        | SOCR    | Daniel Salmon             |        | GEST   |
| 35  | Ille-et-Vilaine            | Sylvie Robert                |        | SOCR    | Sylvie Robert             |        | SER    |
| 35  | Ille-et-Vilaine            | Françoise Gatel              |        | UC      | Françoise Gatel           |        | UC     |
| 35  | Ille-et-Vilaine            | Dominique de Legge           |        | REP     | Dominique de Legge        |        | REP    |
| 36  | Indre                      | Frédérique Gerbaud           |        | REP     | Frédérique Gerbaud        |        | REP    |
| 36  | Indre                      | Jean-François Mayet          |        | REP     | Nadine Bellurot           |        | REP    |
| 67  | Bas-Rhin                   | Jacques Bigot                |        | SOCR    | Jacques Fernique          |        | GEST   |
| 67  | Bas-Rhin                   | Guy-Dominique Kennel         |        | REP     | Elsa Schalck              |        | REP    |
| 67  | Bas-Rhin                   | Esther Sittler               |        | REP     | Laurence Muller-Bronn     |        | REP    |
| 67  | Bas-Rhin                   | Claude Kern                  |        | UC      | Claude Kern               |        | UC     |
| 67  | Bas-Rhin                   | André Reichardt              |        | REP     | André Reichardt           |        | REP    |
| 68  | Haut-Rhin                  | Patricia Schillinger         |        | LREM    | Patricia Schillinger      |        | RDPI   |
| 68  | Haut-Rhin                  | Jean-Marie Bockel            |        | UC      | Ludovic Haye              |        | RDPI   |
| 68  | Haut-Rhin                  | René Danesi                  |        | REP     | Christian Klinger         |        | REP    |
| 68  | Haut-Rhin                  | Catherine Troendlé           |        | REP     | Sabine Drexler            |        | REP    |
| 69  | Rhône et métropole de Lyon | Michel Forissier             |        | REP     | Étienne Blanc             |        | REP    |
| 69  | Rhône et métropole de Lyon | Gilbert-Luc Devinaz          |        | SOCR    | Gilbert-Luc Devinaz       |        | SER    |
| 69  | Rhône et métropole de Lyon | Annie Guillemot              |        | SOCR    | Thomas Dossus             |        | GEST   |
| 69  | Rhône et métropole de Lyon | Catherine Di Folco           |        | REP-A.  | Catherine Di Folco        |        | REP-A. |
| 69  | Rhône et métropole de Lyon | Michèle Vullien              |        | UC-A.   | Raymonde Poncet           |        | GEST   |
| 69  | Rhône et métropole de Lyon | François-Noël Buffet         |        | REP     | François-Noël Buffet      |        | REP    |
| 69  | Rhône et métropole de Lyon | Élisabeth Lamure             |        | REP     | Bernard Fialaire          |        | RDSE   |
| 70  | Haute-Saône                | Michel Raison                |        | REP     | Olivier Rietmann          |        | REP    |
| 70  | Haute-Saône                | Alain Joyandet               |        | REP     | Alain Joyandet            |        | REP    |
| 71  | Saône-et-Loire             | Jérôme Durain                |        | SOCR    | Jérôme Durain             |        | SER    |
| 71  | Saône-et-Loire             | Marie Mercier                |        | REP     | Marie Mercier             |        | REP    |
| 71  | Saône-et-Loire             | Jean-Paul Émorine            |        | REP     | Fabien Genet              |        | REP    |
| 72  | Sarthe                     | Muriel Cabaret               |        | SOCR    | Thierry Cozic             |        | SER    |
| 72  | Sarthe                     | Louis-Jean de Nicolaÿ        |        | REP     | Louis-Jean de Nicolaÿ     |        | REP    |
| 72  | Sarthe                     | Jean Pierre Vogel            |        | REP     | Jean Pierre Vogel         |        | REP    |
| 73  | Savoie                     | Jean-Pierre Vial             |        | REP     | Cédric Vial               |        | REP    |
| 73  | Savoie                     | Martine Berthet              |        | REP     | Martine Berthet           |        | REP    |
| 74  | Haute-Savoie               | Loïc Hervé                   |        | UC      | Loïc Hervé                |        | UC     |
| 74  | Haute-Savoie               | Sylviane Noël                |        | REP     | Sylviane Noël             |        | REP    |
| 74  | Haute-Savoie               | Cyril Pellevat               |        | REP     | Cyril Pellevat            |        | REP    |
| 76  | Seine-Maritime             | Céline Brulin                |        | CRCE    | Céline Brulin             |        | CRCE   |
| 76  | Seine-Maritime             | Didier Marie                 |        | SOCR    | Didier Marie              |        | SER    |
| 76  | Seine-Maritime             | Nelly Tocqueville            |        | SOCR    | Patrick Chauvet           |        | UC     |
| 76  | Seine-Maritime             | Catherine Morin-Desailly     |        | UC      | Catherine Morin-Desailly  |        | UC     |
| 76  | Seine-Maritime             | Agnès Canayer                |        | REP     | Agnès Canayer             |        | REP    |
| 76  | Seine-Maritime             | Pascal Martin                |        | UC      | Pascal Martin             |        | UC     |
| 79  | Deux-Sèvres                | Philippe Mouiller            |        | REP     | Philippe Mouiller         |        | REP    |
| 79  | Deux-Sèvres                | Jean-Marie Morisset          |        | REP     | Gilbert Favreau           |        | REP    |
| 80  | Somme                      | Jérôme Bignon                |        | LIRT    | Laurent Somon             |        | REP    |
| 80  | Somme                      | Daniel Dubois                |        | UC      | Stéphane Demilly          |        | UC     |
| 80  | Somme                      | Christian Manable            |        | SOCR    | Rémi Cardon               |        | SER    |
| 81  | Tarn                       | Philippe Bonnecarrère        |        | UC      | Philippe Bonnecarrère     |        | UC     |
| 81  | Tarn                       | Thierry Carcenac             |        | SOCR    | Philippe Folliot          |        | UC     |
| 82  | Tarn-et-Garonne            | François Bonhomme            |        | REP-A.  | François Bonhomme         |        | REP-A. |
| 82  | Tarn-et-Garonne            | Yvon Collin                  |        | RDSE    | Pierre-Antoine Lévi       |        | UC-A.  |
| 83  | Var                        | Claudine Kauffmann           |        | RASNAG  | Michel Bonnus             |        | REP    |
| 83  | Var                        | Christine Lanfranchi Dorgal  |        | REP-A.  | Françoise Dumont          |        | REP    |
| 83  | Var                        | Jordi Ginesta                |        | REP     | Jean Bacci                |        | REP    |
| 83  | Var                        | Pierre-Yves Collombat        |        | CRCE-R. | André Guiol               |        | RDSE   |
| 84  | Vaucluse                   | Alain Dufaut                 |        | REP     | Jean-Baptiste Blanc       |        | REP    |
| 84  | Vaucluse                   | Alain Milon                  |        | REP     | Alain Milon               |        | REP    |
| 84  | Vaucluse                   | Claude Haut                  |        | LREM    | Lucien Stanzione          |        | SER    |
| 85  | Vendée                     | Didier Mandelli              |        | REP     | Didier Mandelli           |        | REP    |
| 85  | Vendée                     | Annick Billon                |        | UC      | Annick Billon             |        | UC     |
| 85  | Vendée                     | Bruno Retailleau             |        | REP     | Bruno Retailleau          |        | REP    |
| 86  | Vienne                     | Alain Fouché                 |        | LIRT    | Bruno Belin               |        | REP    |
| 86  | Vienne                     | Yves Bouloux                 |        | REP-A.  | Yves Bouloux              |        | REP-A. |
| 87  | Haute-Vienne               | Marie-Françoise Pérol-Dumont |        | SOCR    | Isabelle Briquet          |        | SER    |
| 87  | Haute-Vienne               | Jean-Marc Gabouty            |        | RDSE    | Christian Redon-Sarrazy   |        | SER    |
| 88  | Vosges                     | Jackie Pierre                |        | REP     | Jean Hingray              |        | UC     |
| 88  | Vosges                     | Daniel Gremillet             |        | REP     | Daniel Gremillet          |        | REP    |
| 89  | Yonne                      | Noëlle Rauscent              |        | LREM    | Jean-Baptiste Lemoyne     |        | RDPI   |
| 89  | Yonne                      | Dominique Vérien             |        | UC      | Dominique Vérien          |        | UC     |
| 90  | Territoire de Belfort      | Cédric Perrin                |        | REP     | Cédric Perrin             |        | REP    |
| 973 | Guyane                     | Antoine Karam                |        | LREM-A. | Marie-Laure Phinéra-Horth |        | RDPI   |
| 973 | Guyane                     | Georges Patient              |        | LREM    | Georges Patient           |        | RDPI   |
| 977 | Saint-Barthélemy           | Michel Magras                |        | REP     | Micheline Jacques         |        | REP    |
| 978 | Saint-Martin               | Guillaume Arnell             |        | RDSE    | Annick Petrus             |        | REP    |
| 986 | Wallis-et-Futuna           | Robert Laufoaulu             |        | LIRT    | Mikaele Kulimoetoke       |        | RDPI   |
| 987 | Polynésie française        | Nuihau Laurey                |        | UC-A.   | Teva Rohfritsch           |        | RDPI   |
| 987 | Polynésie française        | Lana Tetuanui                |        | UC-A.   | Lana Tetuanui             |        | UC-A.  |

### Analyse
La composition du Sénat reste globalement la même que lors des précédentes élections, aucun changement majeur n'ayant lieu. La plupart des sortants qui se représentaient sont reconduits.
La majorité sénatoriale sortante (droite et centre droit) se renforce légèrement et conforte sa position, tandis que l'élection de nouveaux sénateurs écologistes permet la recréation d'un groupe écologiste au Sénat, le précédent ayant disparu en 2017. Le groupe socialiste perd quelques sièges, tout comme les partis centristes favorables au gouvernement de Jean Castex.
Sur les 172 sénateurs élus, 93 sont réélus tandis que 79 sont de nouveaux élus. Après l'élection 118 sont des femmes, soit 34 % des effectifs, 16 de plus qu’en septembre 2017. 54 sénateurs ont moins de 50 ans, contre 50 en 2017.  Le plus jeune sénateur, Rémi Cardon, a 26 ans.

## Élection du président du Sénat
L'élection du président du Sénat intervient le 1er octobre suivant, et voit la réélection de Gérard Larcher à une large majorité des voix.
| Candidat                 | Candidat                 | Groupe                   | Premier tour | Premier tour |
| Candidat                 | Candidat                 | Groupe                   | Voix         | %            |
| ------------------------ | ------------------------ | ------------------------ | ------------ | ------------ |
|                          | Gérard Larcher           | REP                      | 231          | 71,30        |
|                          | Patrick Kanner           | SER                      | 65           | 20,06        |
|                          | Éliane Assassi           | CRCE                     | 15           | 4,63         |
|                          | Guillaume Gontard        | GEST                     | 13           | 4,01         |
|                          |                          |                          |              |              |
| Votes valides            | Votes valides            | Votes valides            | 324          | 93,91        |
| Votes blancs             | Votes blancs             | Votes blancs             | 19           | 5,51         |
| Votes nuls               | Votes nuls               | Votes nuls               | 2            | 0,58         |
| Total                    | Total                    | Total                    | 345          | 100          |
| Abstention               | Abstention               | Abstention               | 3            | 0,86         |
| Inscrits / participation | Inscrits / participation | Inscrits / participation | 348          | 99,14        |